# Iwan Albertowitsch Puni

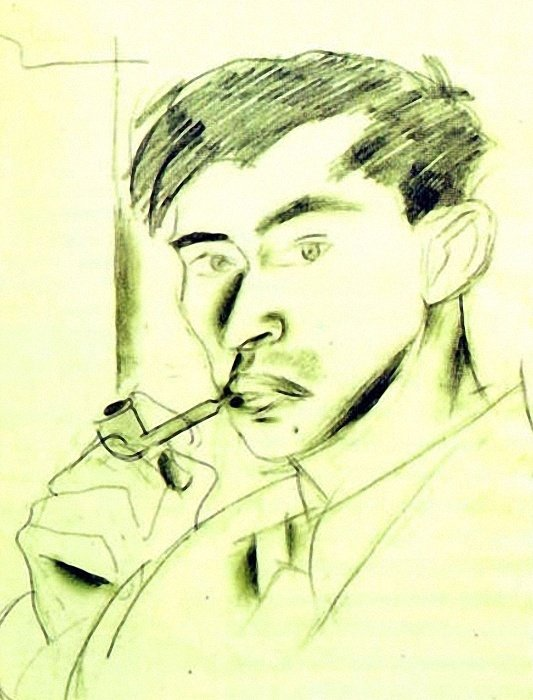
Selbstbildnis

Iwan Albertowitsch Puni (russisch Иван Альбертович Пуни, wiss. Transliteration Ivan Al'bertovič Puni; * 22. Märzjul. / 3. April 1890greg. in Kuokkala (heute Repino); † 28. Dezember 1956 in Paris; auch Ivan Puni oder Jean Pougny) war ein russischer Maler, der zur Russischen Avantgarde zählte und ein Vertreter des Futurismus war.

## Leben und Werk
Iwan Puni war der Sohn des Cellisten Albert Puni (1848–1925) und der Enkel des Komponisten Cesare Pugni (1802–1870).
Es wurde lange geglaubt, dass Iwan Puni im Jahr 1892 oder 1894 geboren wurde, bis 2019 in einem Archiv in St. Petersburg seine Geburtsurkunde gefunden wurde.
Nach einer kurzen künstlerischen Ausbildung, unter anderem an der Académie Julian in Paris, kehrte Puni 1912/1913 nach Petersburg zurück. Gemeinsam mit der Malerin und Bühnenbildnerin Xenia Leonidowna Boguslawskaja, mit der er seit 1913 verheiratet war, organisierte er dort unter anderem die beiden zentralen Ausstellungen der russischen Avantgarde „Tramway W“ und die letzte futuristische Ausstellung „0.10“ im Jahr 1915. Letztere stellte den Durchbruch zur gegenstandslosen Malerei dar. Auf dieser Ausstellung zeigte Kasimir Malewitsch sein suprematistisches Gemälde „Das Schwarze Quadrat“, das zu den Hauptwerken dieser Kunstrichtung zählt. Nach der russischen Revolution lehrte er 1919 u. a. an der Kunstschule in Wizebsk unter der Leitung von Marc Chagall.
Puni lebte ab 1920 in Berlin, wo er aktiv am Kunstleben der Avantgarde teilnahm. Im Februar 1921 hatte er eine Einzelausstellung in Herwarth Waldens Galerie „Der Sturm“. Er verwandelte die Galerie in ein Gesamtkunstwerk und ließ kubistisch gekleidete „Sandwich-Männer“ auf dem Kurfürstendamm laufen.
Er nahm an der Ersten Russischen Kunstausstellung in Berlin (1922) teil; auf der großen Berliner Kunstausstellung (1922) wurde der „Synthetische Musiker“ als eines seiner bekanntesten Werke in der Abteilung Novembergruppe gezeigt. Einige seiner Bilder, die kubistische und realistische Elemente miteinander vereinten sowie den Übergang zur gegenstandslosen Kunst des Suprematismus vollzogen, gehören zum festen Bestandteil der europäischen Avantgarde des 20. Jahrhunderts.
1923 emigrierte Puni endgültig nach Paris, wo er schon 1910/11 studiert hatte. Dort nahm er erst den Namen Jean Pougny an und erhielt im Jahr 1947 die französische Staatsangehörigkeit.
Zwischen 1923 und 1956 schuf Puni Werke in Paris und an der Côte d’Azur. Sein Malstil entwickelte sich stetig, bis er sich etwa 1943 stabilisierte. Seine Ausstellungen fanden in mehreren Galerien und Museen statt, darunter der Palazzo delle Belle Arti (Turin), das Musée National d’Art Moderne, das Stedelijk Museum (Amsterdam), das Kunsthaus (Zürich) und die Berlinische Galerie.
Puni starb 1956 in Paris.

## Ausgewählte Ausstellungen
- St. Petersburg, Union de la jeunesse, 1912
- Paris, Salon des Indépendants, 1914
- St. Petersburg, Palais des Beaux Arts, Premiére Exposition Futuriste des Tableaux Tramway V, 1915
- St. Petersburg, Galerie Dobytchine, Dernière Exposition Futuriste des Tableaux 0.10, 1915
- Berlin, Galerie der Sturm, Iwan Puni, Petersburg, Gemälde, Aquarelle, Zeichnungen, Februar, 215 Kunstwerke, 1921, Einzelausstellung
- Düsseldorf, Erste Internationale Kunstausstellung, 1922
- Berlin, Große Berliner Kunstausstellung, Sektion Novembergruppe, 1922
- Paris, Salon de Tuileries, 1924
- Paris, Salon d’Automne, 1924
- Paris, Galerie Barbazanges, Œuvres de J. Pougni et Aquarelles de Xana Bougouslavska, 1925, Einzelausstellung
- Brüssel, Palais des Beaux-Arts, Exposition Internationale, 1928
- Paris, Galerie Jaques Bernheim, Pougny, Einzelausstellung, 1928
- Paris, Galerie Jeanne Castel, Iwan Puni, Vorwort geschrieben von Paul Guillaume, 1933, Einzelausstellung
- Paris, Galerie Charpentier, Salon des Temps Présent, 1934
- Paris, Galerie Bernheim Jeune, Exposition des Œuvres des candidates aux Prix Paul Guillaume, 1935
- Paris, Exposition Internationale, 1937
- Paris, Galerie Louis Carré, Pougny, 1943, Einzelausstellung
- Paris, Musée National d’Art Moderne, Exposition Internationale d’Art Moderne organisée pas l'UNSECO, 1946
- Paris, Musée de Luxembourg, L'Art francais contemporaine, 1946
- Paris, Galerie de France, Pougny, Vorwort geschrieben von Charles Estienne, 1947, Einzelausstellung
- New York, M Knoedler & Co, Jean Pougny, 1949, Einzelausstellung
- Paris, Musée National d’Art Moderne, Vente aux Enchéres de Tableaux Modernes, 1950
- London, Adams Gallery, Jean Pougny, 1950, Einzelausstellung
- Nizza, Gallery des Ponchettes, Les Peintres par Témoins de leur Temps, 1953
- Turin, Galleria Civica d’Arte Moderna, Peintres d'Aujourd'hui France-Italie, Pougny est invité d'honneur, 1953
- Paris, Palais du Louvre, La Demeure Joyeuse - Paul Marrot et ses Amis, 1953
- London, Royal Academy, Les Peintres d'aujourd'hui d'Utrillo à Picasso, 1955
- Aix-en-Provence, Pavillon de Vendôme, Collection d'un Amateur Parisien (Sammlung von Madame Marie Cuttoli), 1958
- Albi, Musée Toulouse - Lautrec, Rétrospective Pougny, Vorwort im Katalog von Édouard Julien und R.V. Gindertael, 1958, Einzelausstellung
- Zürich, Kunsthaus, Rétrospective Pougny, 247 œuvres, Vorwort von René Wehrli, Gotthard Jedlicka, Werner Weber und R. V. Gindertael, 1960, Einzelausstellung
- Amsterdam, Stedelijk Museum, Rétrospective Pougny, 222 œuvres, 1961, Einzelausstellung
- Paris, Palais du Louvre, Collections d'Expression Française, 1962
- Turin, Galleria Civica d’Arte Moderna, Rétrospective Pougny, 297 œuvres, 1962, Einzelausstellung
- Baden-Baden, Staatliche Kunsthalle, Schrift und Bild, Exposition Internationale, 1963
- Paris, Bibliothèque Nationale, Rétrospective Pougny, 1964, Einzelausstellung
- Baden-Baden, Staatliche Kunsthalle, Rétrospective Pougny, 107 œuvres, 1965, Einzelausstellung
- New York, Metropolitan Museum of Art, Russian Stage and Costume Designs for the Ballet, Opera and Theatre, 1967
- London, Royal Academy of Arts, French Painting since 1900 from Private collections in France, 1969
- Berlin, Haus am Waldsee, Rétrospective Pougny 100 œuvres, 1975, Einzelausstellung
- Leverkusen, Städtisches Museum Schloss Morsbroich, Rétrospective Pougny 100 œuvres, 1975, Einzelausstellung
- Venedig, Biennale di Venezia, Ambiente / Arte dal Futurismo alla Body Art, 1977
- Paris, Centre Georges Pompidou, Paris - Berlin 1900–1933, Rapports et Contrastes, 1978
- Edinburg, Scottish National Gallery of Modern Art, Liberated Colour and Form: Russian Non-Objective Art 1915–1922, 1978
- New York, Solomon R. Guggenheim Museum, The Planar Dimension Europe 1912–1932, 1979
- Los Angeles, Los Angeles County Museum of Art, The Avant-Garde in Russia, 1910–1930, New Perspectives, 1980
- Moskau, Galerie Tretiakov, Moscow - Paris, 1900–1930, 1981
- Frankfurt, Schirn Kunsthalle, Die große Utopie, Die Russische und Sovjet Avantgarde 1915–1932, 1992
- Basel, Kunstmuseum, TransForm, BildObjekt Skulptur im 20. Jahrhundert, 1992
- Paris, Musée d’Art Moderne de la Ville de Paris, Rétrospective Pougny, 1993, Einzelausstellung
- Zürich, Kunsthaus, Chagall, Kandinsky, Malevich & Russian Avantgarde, 1999
- Basel, Fondation Beyeler, Auf der Suche nach 0.10, 2015